# Холл, Бриджет
Бриджет Холл (англ. Bridget Hall; род. 12 декабря 1977 года) — американская модель.

## Юность
Бриджет родилась в Спрингдейл (Арканзас). В возрасте 10 лет начала работать моделью в Далласе, штат Техас. В то время она жила в пригороде Фармерс-Бранч, где она посещала среднюю школу Р. Л. Тёрнер. Вскоре после этого Холл переехала со своей матерью, Донной Холл, в Нью-Йорк, чтобы продолжить карьеру модели.

## Карьера
В возрасте 17 лет Холл была включена в список Forbes как одна из лучшей десятки супермоделей наряду с Синди Кроуфорд и Кристи Тарлингтон.
Сначала Бриджет подписала контракт с агентством Ford Models, а затем с IMG Models и появилась на обложках таких модных журналов, как Vogue, Harper’s Bazaar, ELLE и Allure, а также на показах мод в Нью-Йорке, Париже и Милане. Холл была лицом таких компаний, как Pepsi Cola, Guess Jeans и Anne Klein. Бриджет также подписала контракт с агентствами Independent Models в Лондоне и 1 Model Management в Нью-Йорке.
Холл рекламировала купальники в журнале Sports Illustrated с 2002 по 2005 г. Бриджет также выступала в качестве модели росписи по телу для визажиста Джоэнн Гэйр (Joanne Gair).